# Autobots
 (février 2017).
Si vous disposez d'ouvrages ou d'articles de référence ou si vous connaissez des sites web de qualité traitant du thème abordé ici, merci de compléter l'article en donnant les références utiles à sa vérifiabilité et en les liant à la section « Notes et références ».

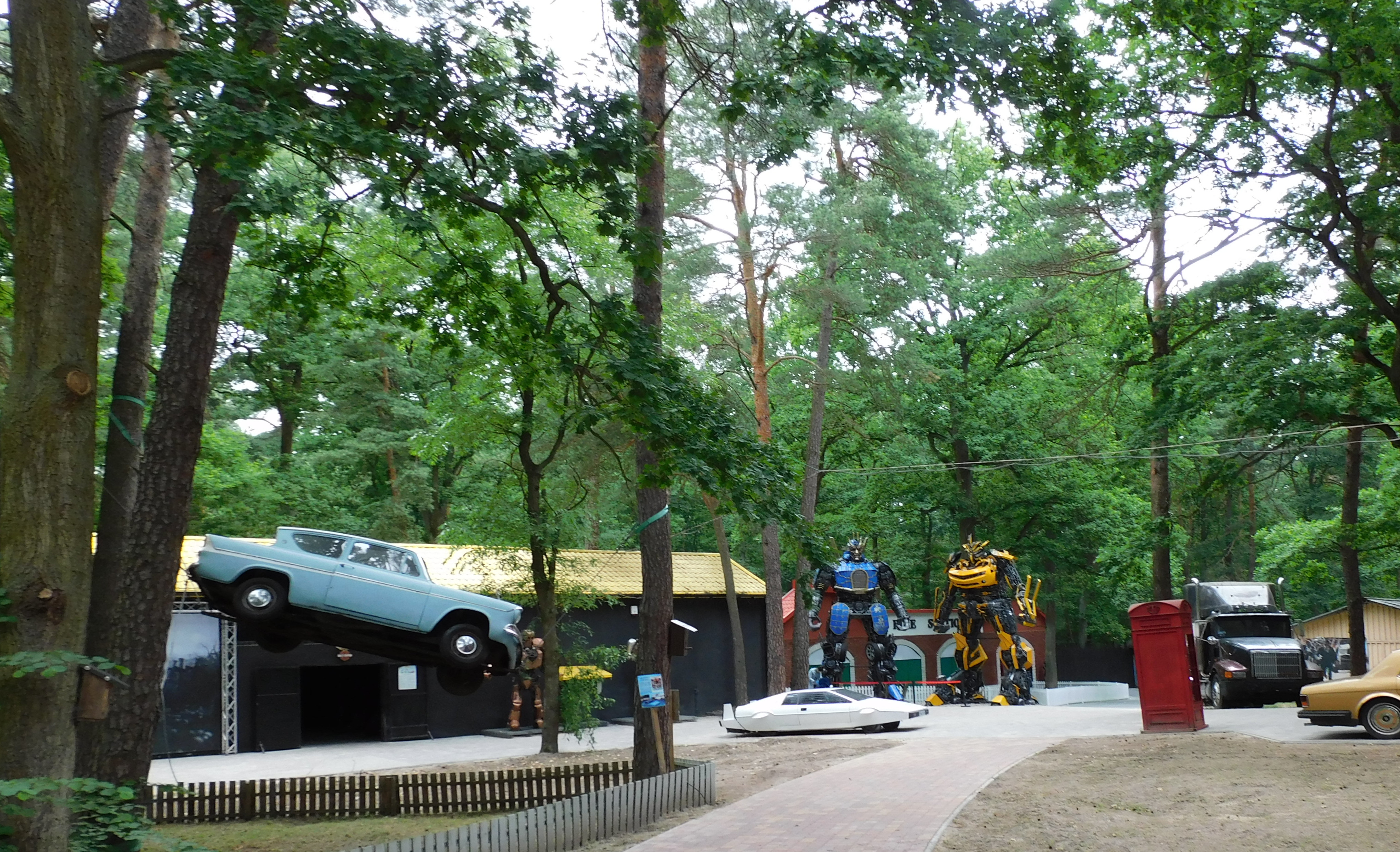
Autobots dans le quartier du film (Transformers) à Zalesie Górne près de Varsovie.

Dans la série Transformers, les Autobots sont les héros, à l'opposé des Decepticons, qui sont les méchants.

## Description
Comme les Decepticons, les Autobots appartiennent à la race extraterrestre des transformers, ou "Organismes technologiques vivants de la planète Cybertron" ou encore "organismes robotiques autonomes" selon la définition donnée par Optimus Prime dans le premier film. En d'autres termes, ce sont des robots vivants dotés d'ADN, d'une intelligence égale, voire supérieure à celle des humains, d'une "étincelle vitale" (Spark dans la vo et le film), sorte d'élément surnaturel qui correspond à leurs âmes et de la faculté de se transformer en véhicule, appareil, animal, etc., leur permettant généralement de se camoufler.

Il existe différentes factions issues des autobots, dont notamment les Maximals (qui sont les héros de la série Animutants et de Beast Machines: Transformers) et les Dinobots (qui sont alliés aux autobots). Dans tous les cas, Autobots et Maximals sont pacifiques, bons et protègent d'une manière générale les humains. 
Les Autobots sont pacifiques, ils cherchent usuellement à établir la paix. En principe, la plupart d'entre eux apprécient ou au moins respectent les humains, mais dans les versions plus récentes, ce détail est plus mitigé : dans Transformers: Animated, par exemple, plusieurs Autobots (notamment Sentinel Prime) ont une phobie des "organiques" (humains y compris), qu'ils croient être des monstres qui crachent de la gelée brouillant leurs circuits.
Les Autobots appliquent dans leur vie, y compris au combat, la règle du travail en équipe : comme ils sont souvent moins nombreux et moins puissants en termes d'armes que les Decepticons, ils s'appuient les uns les autres et sont liés par des liens forts leur permettant de coopérer de façon efficace avec une forte discipline. Cette pratique leur permet de compenser leurs faiblesses contre les Decepticons qui, bien que soldats accomplis, n'ont quant à eux que peu d'esprit d'équipe.
La plupart des Autobots se transforment en voitures ou en camions, mais quelques-uns ont la faculté de se transformer en véhicules volants (comme Jetfire ou Omega Supreme) ou d'autres modes plus spécifiques (les Dinobots).
Dans la série animée originale, les Autobots ont les yeux bleus, alors que les Decepticons ont les yeux rouges. Ce détail a été supprimé dans la Trilogie d'Unicron, mais repris dans les versions plus tardives, comme Animated ou les films.
Les Autobots, au même titre que les Decepticons sont une race asexuée, bien qu'il soient considérés comme des mâles (de par leurs attitudes et leurs voix) et qu'ils se réfèrent entre eux par "il". Cependant, seuls quatre transformers sont considérés comme des femelles au second degré : Arcee, Elita One, Chromia et Flareup (puis Alice dans Transformers 2 : la Revanche) 

## Origine
A l'origine et en règle générale, les Autobots sont un groupe de Transformers bienveillants, combattants de la liberté et de la justice. Avec le temps ils ont été développés et complexifiés. À ce jour, les Autobots connurent trois origines:
Dans la Génération 1, ils sont un groupe de cybertroniens créés par les Quintessons pour servir de main-d'œuvre pour la construction. Après avoir chassé les Quintessons de la planète, les Autobots menaient une vie paisible avec les Decepticons, jusqu'au jour où naquit Mégatron, un Decepticon avide de pouvoir. Ce dernier déclara alors la guerre aux Autobots, qui devinrent de facto les ennemis mortels des Decepticons.
Dans la série Transformers: Prime, les Autobots sont un groupe de résistants qui s'est formé après que Mégatron ait déclenché la guerre civile sur Cybertron. Ils sont généralement mené par un Prime, choisi par le Conseil de Cybertron ou par la Matrice du Commandement.
Dans la série de comics éditée par IDW Publishing, les Autobots sont la force principale de Police sur Cybertron crée par le gouvernement d'avant-guerre et dirigée par Sentinel Prime. Leur symbole a d'ailleurs été créé par Shockwave, alors sénateur, où il dit s'être basé sur le visage qu'il avait de Primus. Après la prise de pouvoir de Mégatron et l'arrivée d'Optimus Prime en tant que nouveau chef, les Autobots devinrent alors un groupe de résistants souhaitant bâtir une nouvelle société plus juste que la précédente.

## Sous-factions et groupes

### Dinobots
Les Dinobots sont une sous-faction des Autobots apparaissant dans la Génération 1, Transformers: Animated et Transformers: Cyberverse.
Ils ont la particularité d'avoir pour mode alternatif des formes de dinosaures. Très puissants, mais pas très intelligents, leur caractère bestial peuvent représenter une menace autant pour les Décepticons que pour leur propre camp. Récemment, ils ont acquis la capacité de se combiner pour former un puissant robot du nom de Volcanicus. Les membres les plus connus sont:
- Grimlock, qui se transforme en T-Rex.
- Slag, qui se transforme en tricératops
- Sludge, qui se transforme en brontosaure
- Snarl, qui se transforme en stégosaure
- Swoop, qui se transforme en ptéranodon

Dans la série Transformers Animated, les Dinobots sont des créations de Mégatron pour détruire les Autobots. Après leur défaite, ils seront sauvés de la casse par Prowl et Bulkhead qui les cacheront sur une île où ils ne feront aucun dégât. Bien qu'ils portent l'insigne des Autobots, ils n'en font pas pour autant partie.
Dans Transformers: Rescue Bots, les Dinobots sont le nom que prennent Optimus Prime et les Rescue Bots quand ils prennent leurs formes de dinosaures.

### Aerialbots
Les Aerialbots sont une sous-faction des Autobots apparaissant dans la Génération 1, où ils ont été créés par l'ordinateur Vector Sigma à la suite du sacrifice d'Alpha Trion.
Ils ont pour particularité de pouvoir se changer en véhicules aérien, rivalisant ainsi avec les Décepticons sur leur domaine de prédilection. Ils peuvent également se combiner pour former Superion.
Les membres les plus connus sont:
- Silverbolt
- Air Raid
- Fireflight
- Skydive
- Slingshot

### LesWreckers
Les Wreckers sont un groupe, à l'origine neutre, puis membres des Autobots apparaissant dans les comics et dans Transformers: Prime. Connus pour être beaucoup plus violents que les autres, ils sont généralement envoyés dans les missions les plus dangereuses. Ils sont également connus pour leur caractère indisciplinés.
Ils ont été formés pour la première fois par Springer, mais connurent un autre chef en la personne d'Impactor.
Dans Transformers: Prime, Bulkhead et Wheeljack étaient membres des Wreckers, mais ont chacun quitter le groupe pour raisons diverses. Bulkhead voulait rejoindre l'équipe d'Optimus, tandis que Wheeljack ne pouvait plus supporter le caractère rigide d'Ultra Magnus.

### La Garde d'Élite
Apparaissant dans Transformers: Animated, la Garde d'Élite est la plus puissante force Autobot de Cybertron. Elle compte généralement des membres diplômés de l'Académie, dont la plupart possède le rang de "Prime". Ils sont directement sous les ordres du chef suprême, Ultra Magnus dans la série.

### Les Rescue Bots
Les Rescue Bots sont un groupe d'Autobots crée par Optimus Prime dans la série Transformers: Rescue Bots. Leur mission est généralement d'assister et veiller à la sécurité des habitants de Griffin Rock dans leur quotidien. Ils prennent généralement l'apparence de véhicules de secours ou d'entretien. Les membres principaux sont:
- Heatwave, le leader, qui prend la forme d'un camion de pompier.
- Blades, qui prend la forme d'un hélicoptère.
- Chase, qui prend la forme d'une voiture de police.
- Boulder, qui prend la forme d'un véhicule de chantier.